# Lu vî bon Dju

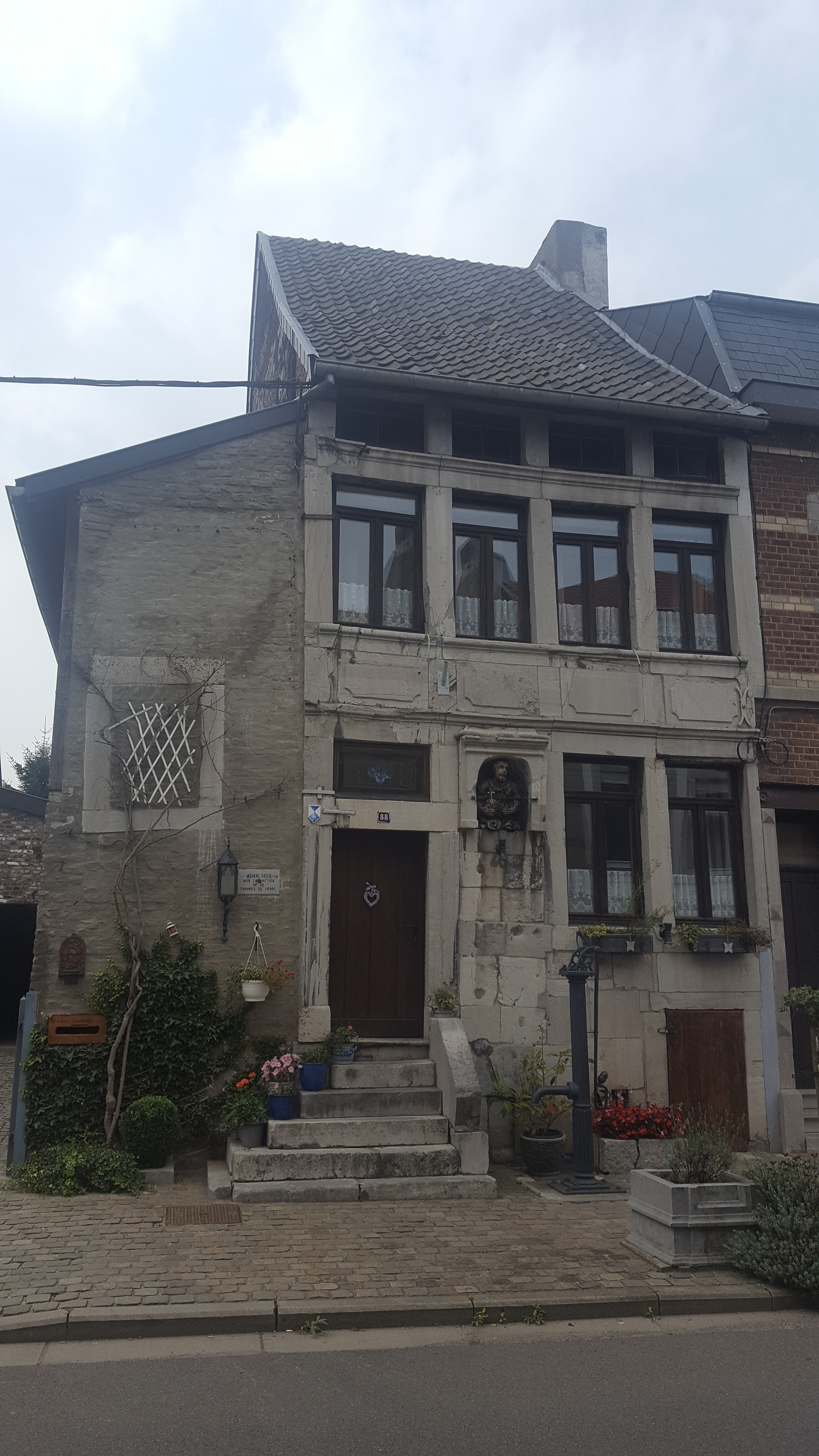
Huis Père Eternel

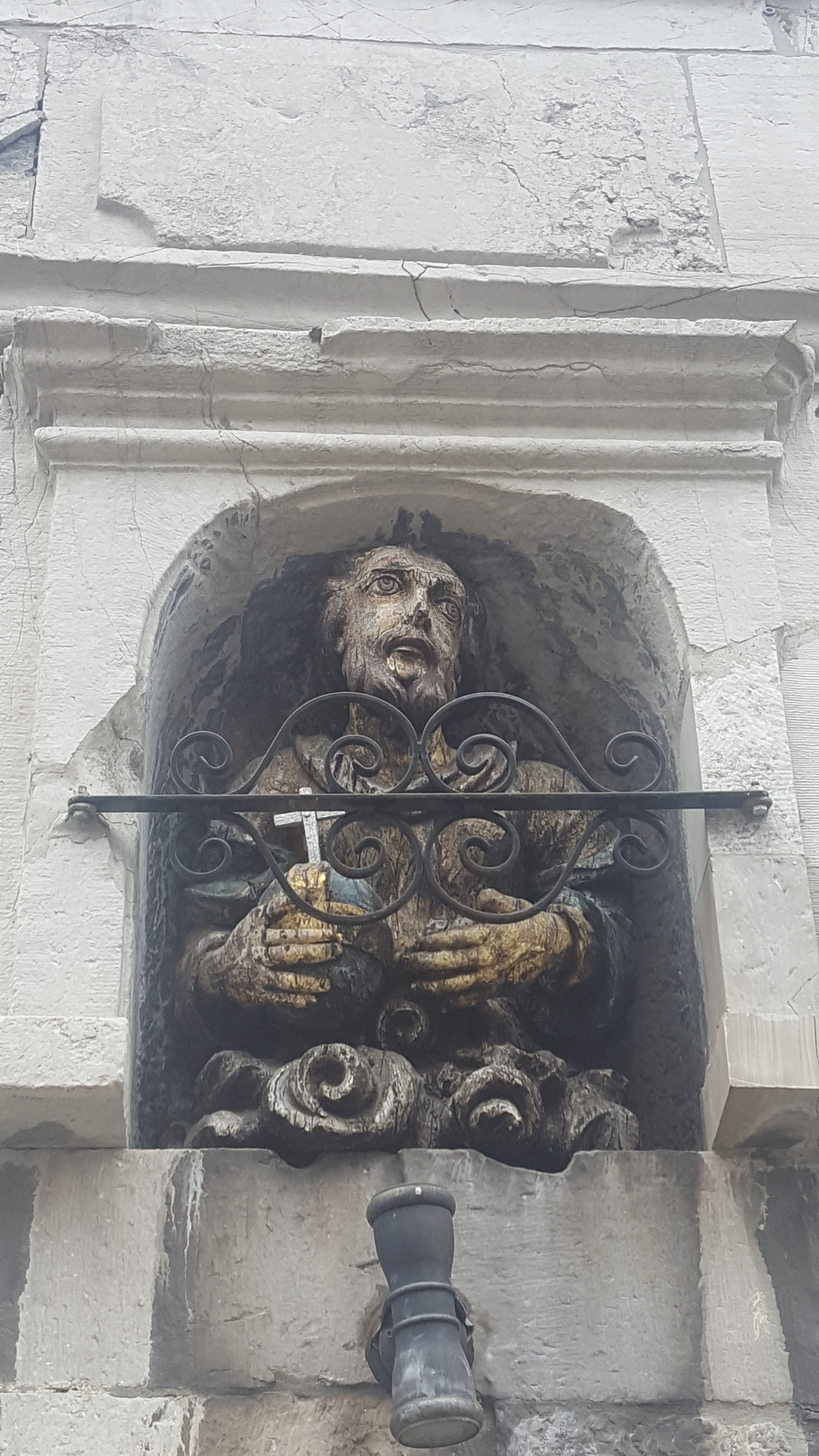
Père Eternel

Lu vî bon Dju of Père Eternel is een historisch huis in de Belgische stad Herve, gelegen aan de Rue Jardon 88.
Het huis is oorspronkelijk van 1562, maar de huidige voorgevel stamt uit het begin van de 18e eeuw. Het beslaat twee verdiepingen in kalksteen, waar later nog een (lagere) derde verdieping in baksteen aan werd toegevoegd. Zoals veel huizen in Herve, is ook hier de voordeur slechts met een trap te bereiken.
Het merkwaardige aan dit huis is het houten borstbeeld van een heiligenfiguur in een nis. Deze heeft in zijn rechterhand een wereldbol met een kruis erop. Deze uiting van naïeve kunst heeft een folkloristische lading gekregen en hieraan dankt het huis ook zijn naam, die eeuwige vader betekent. De nis met het beeld staat ook bekend als Potale Saint-Hadelin, en het beeld zou dus Hadelinus van Celles voorstellen.
Het huis en het beeld werd in 1981 geklasseerd als monument.